# Marian Vojtko
Marian Vojtko (* 20. března 1973 Banská Bystrica) je slovenský tenorový operní a muzikálový zpěvák. Vystudoval operní zpěv na Vysoké škole múzických umění v Bratislavě. Dlouhodobě působí v České republice, je v angažmá pražských divadel Broadway, Hybernia a Hudebního divadla Karlín. V roce 2010 byl oceněn prestižní Cenou Thálie za roli Barona Prášila ve stejnojmenném muzikálu Zdeňka Bartáka.

## Muzikálové a operetní působení
Marian Vojtko začal kariéru na Slovensku účinkováním v díle Stephena Sondheima Malá noční hudba (1992?), poté se objevil ve slovenských nastudováních muzikálů Krysař (1999), kde hrál hlavní roli, a Pomáda (2000). Zlom pro něj nastal při konkurzu do slovenského uvedení muzikálu Dracula, na kterém si ho všiml skladatel Karel Svoboda. Získal role Kněze a Stevena, které později hrál také v Praze. Poté dostal nabídku na hlavní roli v muzikálu Monte Cristo, kterou alternoval s Danielem Hůlkou.
Jeho nejzásadnější a dle jeho slov i životní rolí byla titulní dvojrole v muzikálu amerického skladatele Franka Wildhorna Jekyll & Hyde, který v letech 2005–2008 uvádělo Hudební divadlo Karlín. V současnosti má stálé angažmá v divadlech Broadway a Hybernia, kde vystupoval či nadále vystupuje v muzikálech Kleopatra, Mona Lisa, Golem, Tři mušketýři, Angelika, Muž se železnou maskou, nebo v obnoveném uvedení muzikálu Dracula. Jeho zatím posledními rolemi jsou hlavní úlohy v muzikálech Baron Prášil a Kat Mydlář. Od listopadu 2011 účinkoval v roli Frolla v muzikálu Quasimodo, který se uváděl v Divadle Hybernia. V muzikálu Fantom Opery (2014–2016, 2018–2019) vystoupil v titulní roli (Erik).

### Seznam rolí
- Dracula – Dracula (divadlo Karlín)
- Monte Cristo – Edmont Dantes, Monte Cristo (Kongresové centrum, 2000–2002)
- Krysař – Krysař (1999)
- Kleopatra – Caesar, Marcus Antonius (Divadlo Broadway, 2002–2012)
- Pomáda – Anděl (2003)
- Jekyll & Hyde – Jekyll, Hyde (Hudební divadlo Karlín, 2005–2008)
- Kleopatra – Caesar, Marcus Antonius (obnovená premiéra, Divadlo Broadway, 2006–2012)
- Golem – Štěpán Skotnica (Divadlo Hybernia, 2007–2008)
- Angelika – Joffrrey de Peyrac (Divadlo Broadway, 2007–2010)
- Tři mušketýři – kardinál Richelieu (Divadlo Hybernia a Divadlo Broadway, 2004–2013)
- Mona Lisa – Leonardo Da Vinci
- Baron Prášil – Baron Prášil (Divadlo Hybernia, 2010–2012)
- Kat Mydlář – Jan Mydlář, pražský kat (Divadlo Broadway, 2011–2013)
- Quasimodo – Frollo (Divadlo Hybernia, 2011–2014)
- Les Misérables – Bídníci – Jean Valjean (GoJa Music Hall, 2012–2013 → derniéra: 26. 10. 2013)
- Klíč králů – Kelo (Divadlo Broadway, 2012–2013)
- Aida – Radames (Hudební divadlo Karlín, 2012–?)
- Mam´zelle Nitouche – Fernand de Champlatreux (Hudební divadlo Karlín, 2013–?)
- Čardášová princezna – Edwin (Hudební divadlo Karlín, 2007–2012)
- Polská krev – Hrabě Bolo Baraňski (Hudební divadlo Karlín, 2009–?)
- Casanova – Hrabě Josef Emanuel Valdštejn (Divadlo Broadway, 2013–současnost)
- Mata Hari – Rudolf MacLeon (Divadlo Broadway, 2013–2015)
- Fantom Opery – Fantom Opery (Goja Music Hall, 2014–2016, 2018–2019)
- Čarodějka - Čaroděj (Goja Music Hall, 2019-?)
- Ples upírů – Hrabě Von Krolock (Goja Music Hall, 2017–2018 )
- Muž se železnou maskou – d'Artagnan (Divadlo Broadway, 2017–)
- Bídníci (Les Misérables) - Javert (GoJa Music Hall, 2024–2025; původně měla být obnovená premiéra v roce 2022)
- Troja - Agamemnon (divadlo Broadway, 2024- . )

## Operní působení
Ačkoliv Marian Vojtko operní zpěv vystudoval, v současné době se mu aktivně nevěnuje. Dlouhodobě působil jako host v operním souboru Národního divadla moravskoslezského v Ostravě, kde účinkoval v operách W. A. Mozarta Don Giovanni, Kouzelná flétna, Così fan tutte či v moderní opeře Il sofio delle fate (Dech dobrých víl). V pražské Státní opeře ztvárnil roli Víta v opeře La Roulette.

### Seznam rolí
- Georg Friedrich Händel: Xerxes – Arsamenes (1999–2000)
- Johann Strauss ml.: Netopýr – Alfred (1999–2000)
- Giuditta – Octavio (2000)
- Giacomo Puccini: Turandot – Pang (2000–2002)
- Počátek románu – baron Adolf (2002–2004)
- Gioacchino Rossini: Lazebník sevillský – Almaviva (2002–2004)
- Wolfgang Amadeus Mozart: Don Giovanni – Don Ottavio (Stavovské divadlo, 2002–2005)
- La Juive – Leopold (2003)
- Mozart: Kouzelná flétna – Tamino (Národní divadlo moravskoslezské, 2003–2010)
- Stabat Mater (2004)
- Ferdinand – Ferdinand (2004–2005)
- Vtáčník – gróf Stanislav (2004–2005)
- Verdi: La Traviatta – Gaston (2005)
- L’Olympiade – Klisténes (2005)
- La Roulette – Vít (Státní opera Praha, 2005)
- Opera z pouti – Honzíček (2005–2006)
- Mozart: Cosi fan tutte – Ondra (Národní divadlo moravskoslezské, 2006–?)
- Cyrano de Bergerac – Christian (Národní divadlo moravskoslezské, 2007–2008)
- Mozart: Don Giovanni – Don Ottavio (Národní divadlo moravskoslezské, 2007–2010)
- Il soffio delle fate – Mustafa (Národní divadlo moravskoslezské, 2009–2010)
- Verdi: Nabucco – Ismael (2013–současnost)

## Operetní působení
Kromě muzikálu a opery začal Marian Vojtko v roce 2007 vystupovat také v operetách. Tou první byla slavná Kálmánova Čardášová princezna (role Edwina), od roku 2009 pak přibral do repertoáru roli hraběte Bola Baraňského v operetě Oskara Nedbala Polská krev. Obě operety uvádí Hudební divadlo Karlín.

### Seznam rolí
- Čardášová princezna – Edwin (Hudební divadlo Karlín, 2007–současnost)
- Polská krev – Bolo Baraňski (Hudební divadlo Karlín, 2009–současnost)
- Mam'zelle Nitouche – Fernand de Champlatreux (Hudební divadlo Karlín, 2013)

## Sólová dráha
Na podzim započal svým prvním sólovým koncertem v Divadle Hybernia sólovou dráhu. Na koncertě, jehož záznam odvysílala Česká televize, vystoupili v doprovodu velkého orchestru i hosté Josef Vojtek, Pavol Habera a Iveta Bartošová. Na koncertě Marián představil píseň Zdeňka Bartáka a Petra Markova Den milování, která se stala jeho pilotní sólovou písní. V prosinci 2009 se v Betlémské kapli odehrál jeho vánoční koncert, tentokrát v doprovodu komornější kapely, jako host vystoupil houslista Jaroslav Svěcený.
Rok 2010 byl pro jeho sólovou kariéru přelomový, neboť vyšlo jeho první CD+DVD s prostým názvem Marian Vojtko. Na CD se nachází 11 skladeb, jak operních, tak muzikálových a popových. Pilotní singl Déšť mi tenkrát smáčel tvář (v originále Remember When It Rain od Joshe Grobana) byl nasazena do většiny velkých českých rádií. Poslední dvě skladby jsou z muzikálu Baron Prášil a na CD zazní v netradiční úpravě, s Marianem Vojtkem je totiž zpívají v tercetu kolegové Daniel Hůlka a Josef Vojtek. Na přiloženém DVD se nachází televizní záznam prvního sólového koncertu z roku 2008.
Křtem CD a zároveň sólovým koncertem byl 8. 12. 2010 scénický koncert v Divadle Hybernia, který byl doprovázen živým orchestrem, tanečníky, vzdušnou akrobacií a moderními 3D projekcemi.

## Diskografie
- alternativní CD muzikálu Monte Cristo (2000)
- DVD muzikálu Tři mušketýři (2004)
- CD muzikálu Jekyll & Hyde (2005)
- CD Oratorium Mistra Jana Husa (2005)
- CD muzikálu Golem (2006)
- host na CD Romana Vojtka Život je muzikál (2007)
- DVD muzikálu Angelika (2007)
- DVD muzikálu Golem (2008)
- CD muzikálu Mona Lisa (2009)
- kompilační CD Michal David – Muzikálové balady (2009)
- kompilační CD Popron Hit Album (2009)
- DVD muzikálu Dracula (2009)
- host na CD Kamily Nývltové (2010)
- CD muzikálu Baron Prášil (2010)
- CD muzikálu Je třeba zabít Davida (2010)
- DVD scénického oratoria Jan Hus (2010)
- host na CD Monika Absolonová – Muzikálové album (2010)
- CD Marian Vojtko (2010)
- CD muzikálu Kat Mydlář (2011)
- DVD muzikálu Kat Mydlář (2012)
- DVD muzikálu Mona Lisa (2012)